# Ste. Genevieve (Misuri)
Ste. Genevieve (en español, Santa Genoveva, en francés, Sainte Geneviève) es una ciudad ubicada en el condado de Ste. Genevieve en el estado estadounidense de Misuri. En el Censo de 2010 tenía una población de 4410 habitantes y una densidad poblacional de 415,09 personas por km².

## Geografía
Ste. Genevieve se encuentra ubicada en las coordenadas 37°58′30″N 90°2′59″O / 37.97500, -90.04972. Según la Oficina del Censo de los Estados Unidos, Ste. Genevieve tiene una superficie total de 10.62 km², de la cual 10.61 km² corresponden a tierra firme y (0.12%) 0.01 km² es agua.

## Demografía
Según el censo de 2010, había 4410 personas residiendo en Ste. Genevieve. La densidad de población era de 415,09 hab./km². De los 4410 habitantes, Ste. Genevieve estaba compuesto por el 95.78% blancos, el 1.59% eran afroamericanos, el 0.39% eran amerindios, el 0.63% eran asiáticos, el 0.02% eran isleños del Pacífico, el 0.18% eran de otras razas y el 1.41% pertenecían a dos o más razas. Del total de la población el 1.18% eran hispanos o latinos de cualquier raza.